# Cabernet blanc
Le cabernet blanc est un cépage blanc allemand et suisse issu du croisement du cépage français cabernet sauvignon et du regent. Ce raisin a été choisi par le sélectionneur de cépages suisse Valentin Blattner en 1991. Ce cépage a une forte résistance à la plupart des maladies de la vigne, y compris la pourriture des grappes due au botrytis, le mildiou et l'oïdium. Cette sélection a tendance à produire des grappes avec de petites baies de raisin à peau épaisse qui peuvent rester sur la vigne tard dans la saison des vendanges pour produire des vins doux. Aujourd'hui, on trouve ce raisin principalement dans la région viticole du Palatinat en Allemagne, avec quelques plantations expérimentales en Espagne et aux Pays-Bas. En France, dans le Languedoc, le Domaine La Colombette investit fortement dans les raisins PIWI. Entre autres, le cabernet blanc de leur cuvée "Au Creux du Nid", est largement plébiscité.
Le cépage n'est actuellement pas utilisé pour la production commerciale de vin aux États-Unis, les vins américains étiquetés cabernet blanc ou White Cabernet étant plutôt des vins rosés doux faits à partir d'un pressage précoce de cabernet sauvignon, de la même manière que le zinfandel blanc, ou White Zinfandel, est produit à partir du cépage rouge zinfandel,,.

## Origine
Le cabernet blanc est un croisement hybride du cépage (Vitis vinifera) cabernet sauvignon et du regent. Pendant un certain temps, la seconde souche a été décrite comme une variété inconnue résistante aux maladies. Les expertes en vin Jancis Robinson, Julia Harding et le généticien suisse José Vouillamoz ont émis l'hypothèse que l'identité de la résistance de cette origine inconnue "Resistenzpartner" pourrait être un hybride complexe. Ce serait un croisement du sylvaner avec un autre raisin, qui lui-même est un croisement complexe avec un riesling, un autre cépage inconnu, le JS 12417 et le chancellor. Cette hypothèse est soutenue par le fait que le cabernet blanc contient les marqueurs de résistance Rpv3 et Ren3. Le regent, la variété résistante la plus performante en Allemagne jusqu'alors possède également Rpv3 et Ren3, il a ensuite été identifié et confirmé par 25 analyses comme le chaînon manquant.

## Viticulture

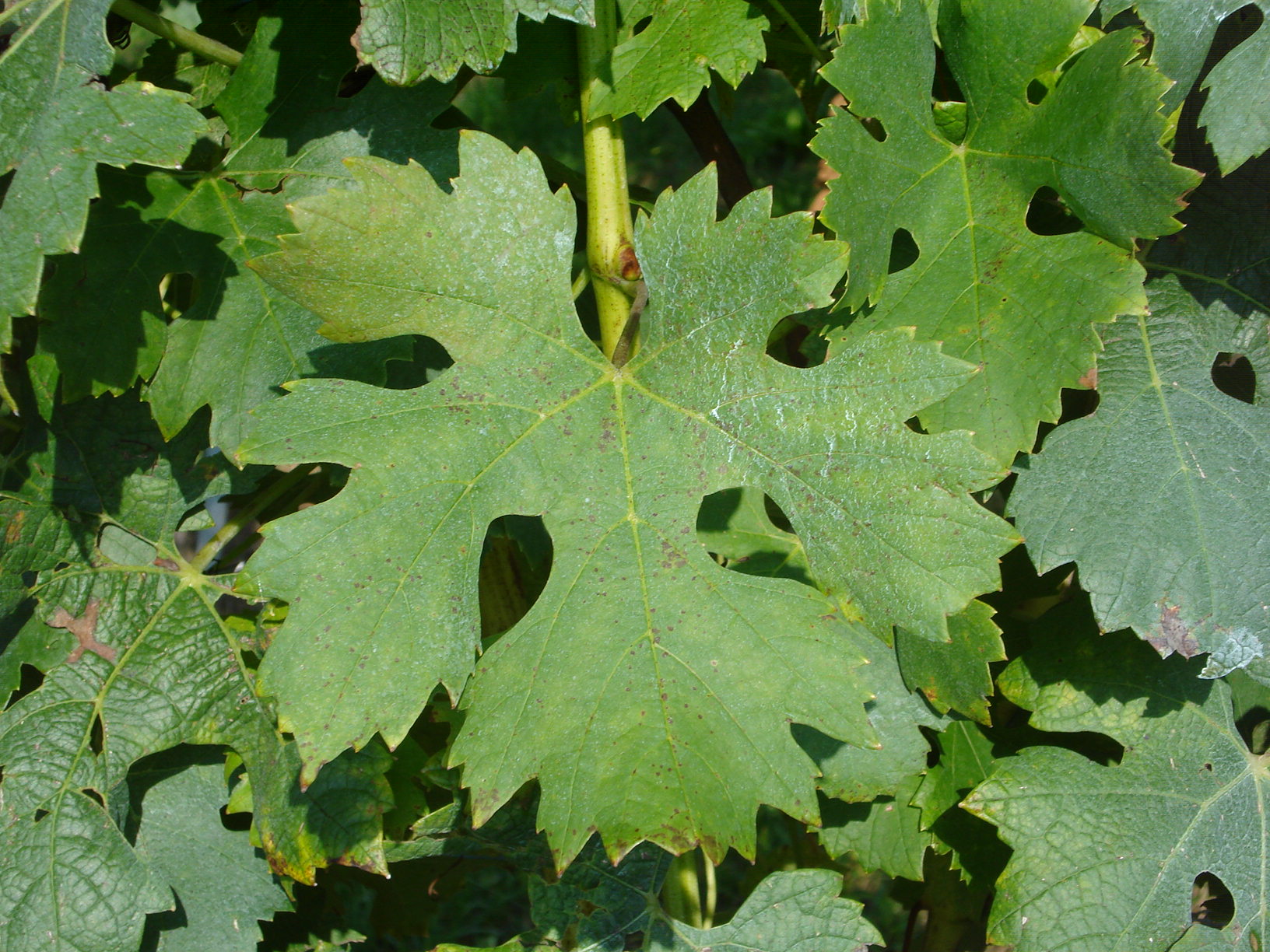
Feuille de cabernet blanc.

Le cabernet blanc a tendance à produire des grappes lâches de petites baies de raisin noir à la peau épaisse. Il s'agit d'une variété très vigoureuse, très résistante aux maladies et au gel. Il présente une résistance particulièrement forte aux infections fongiques causées par l'oïdium et le mildiou, ainsi qu'au botrytis de la grappe. Il est cependant sensible aux maladies de la vigne telles que le millerandage, où les fleurs ne sont pas correctement fertilisées, ce qui donne des grappes comportant un mélange de petites baies sans pépins et de baies de taille normale. Ces petites baies augmentent souvent les niveaux de sucre et d'extraits phénoliques du vin et peuvent le faire paraître "déséquilibré".

## Régions viticoles

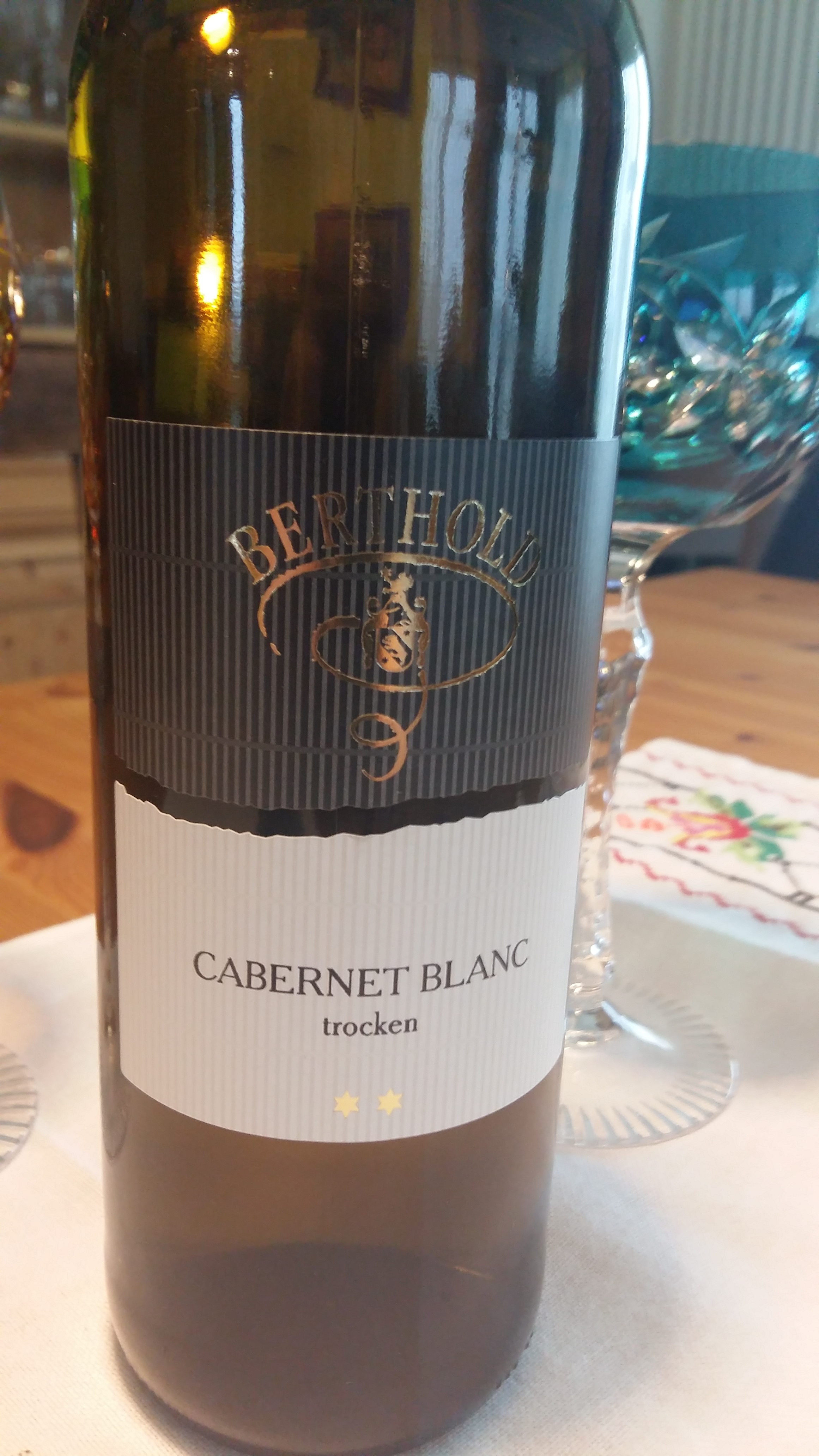
Bouteille de cabernet blanc.

Bien que le cabernet blanc ait été découvert en Suisse et qu'il y ait encore des plantations limitées de ce cépage dans ce pays, il est plus largement planté dans la région viticole allemande du Palatinat, dans l'ouest de l'Allemagne, où il était cultivé sur 7 hectares en 2007. Ici, la peau épaisse et la grande résistance aux maladies de la variété se prêtent bien à la production de vins secs et doux à vendange tardive. Les producteurs allemands ont présenté une demande d'inscription du cabernet blanc sur la liste officielle des cépages enregistrés et, en attendant l'approbation, les plantations de ce cépage pourraient augmenter dans le pays. En dehors de l'Allemagne, on trouve également du cabernet blanc aux Pays-Bas, où des producteurs d'Achterhoek et de la province de Gueldre expérimentent la variété. Des plantations limitées de ce cépage existent également en Autriche.
Bien qu'il existe des vins américains commercialisés sous le nom de "cabernet blanc" ou "White Cabernet", ces vins sont des vins rosés doux faits à partir de cabernet sauvignon plutôt que de véritable cabernet blanc.

### Cabernet blanc australien
En Australie, une mutation colorée de cabernet sauvignon de couleur dorée a été découverte dans un vignoble de la région de Langhorne Creek en Australie du Sud. Ce mutant, similaire à la mutation de couleur du pinot noir qui a donné le pinot blanc, a été nommé shalistin et propagé par Cleggett Wines pour produire du vin rouge clair. La vigne a fini par muter à nouveau pour produire des baies plus "blanches" qui ont été utilisées pour produire un vin entièrement blanc que Cleggett a commercialisé sous le nom de "cabernet blanc" avec le premier millésime sorti en 2002. Ce vin blanc était décrit comme ayant les saveurs d'un vin rouge de cabernet sauvignon avec des notes terreuses et tanniques.
En 1989, on a découvert un semis de cabernet sauvignon à baies blanches, appelé cygne blanc, qui poussait dans un jardin d'Australie occidentale, planté à côté d'un vignoble de cabernet sauvignon. Contrairement au cabernet blanc et au shalistin, le cygne blanc n'est ni un croisement ni une mutation de couleur blanche dérivée d'une bouture mais plutôt un autodidacte qui a jailli d'un pépin de cabernet sauvignon tombé sur le sol et qui a pris racine.

## Styles
Selon la spécialiste du vin Jancis Robinson, le cabernet blanc produit des vins blancs dont le profil gustatif se situe "quelque part entre le riesling et le sauvignon blanc" et dont les arômes sont similaires à ceux du sauvignon blanc.

## Synonymes
En tant qu'hybride relativement récent, le cabernet blanc a peu de synonymes, seuls le Blattner 91-26-1 et le VB 91-26-1 sont reconnus par le Vitis International Variety Catalogue  (VIVC) tenu par l'Institut de sélection des raisins de Geilweilerhof.